# Лугівський парк
Лу́гівський парк — парк-пам'ятка садово-паркового мистецтва місцевого значення в Україні. Розташований на південно-західній околиці села Лугове Розсошанської сільської громади Хмельницького району Хмельницької області.

## Історія
Парк закладений у кінці ХІХ ст. на рівнинному рельєфі панами Комницькими. У парку розташовувалися лише дві будівлі: будинок управителя (поляк Паракоша) та господарська багатофункціональна будівля, основну частину якої складала кузня та підвал. Не маючи архітектурної цінності, ці будівлі проіснували до кінця 1990-х років.
За згадками місцевих жителів що парк добре доглядався, всі доріжки були посипані піском; сад містив багато сортів фруктових дерев, велику ділянку полуниці; на південній околиці була велика пасіка.
Після Лютневої революції 1917 року, подальшої Української революції та встановлення радянської влади панський маєток, включаючи парк, націоналізували. У паркових будівлях розмістилась місцева школа. У 1960-х роках на передньому плані парку, з його північного боку, звели сільський клуб із бюстом В. І. Леніна поруч та побудували центральний вхід до парку. Згодом для школи побудували нове приміщення у північно-західній частині парку, а старі будівлі перестали використовуватись та згодом зруйнувались.
Рішенням сесії Хмельницької обласної Ради народних депутатів від 17 грудня 1993 року за № 3 Лугівський парк віднесений до переліку об'єктів заповідно-природного фонду. Перебуває у віданні: Розсошанська сільська рада.

## Опис
Парк займає площу 7,6 га. Загальна протяжність із заходу на схід — 230 м, з півночі на південь — 360 м. Парк обмежений у західному напрямку — садом, у південно-західному та південно-східному — місцевою дорогою, у північному — приватною забудовою. На північ від парку розташований став площею близько 13 га.
Центральний вхід, до якого веде ґрунтова дорога, розташований з півночі, зі сходу до парку прямує інша ґрунтівка, що веде до старого входу.
Склад рослинності свідчить, що парк закладено на території лісу. Основу насаджень складають місцеві породи дерев, зокрема, клени-явори і клени гостролисті, липи європейські, граби звичайні. Окрім місцевих порід, у парку можна зустріти також інтродуковані види та елементи понадвікових насаджень. Зокрема, безпосередньо за будівлею клубу, біля спортивного майданчика площею 0,05 га, росте алея липи європейської з чотирьох дерев заввишки 23-25 м і діаметром стовбурів 64,6-141,7 см. Праворуч від лип ростуть чотири ялини звичайні з діаметром стовбура 37,6-94,6 см. Той самий спортивний майданчик з протилежного до липової алеї боку обмежений ще однією груповою посадкою ялин у кількості 17 дерев, заввишки 22-30 м і діаметром стовбурів 45,9-74,2 см.
Біля західної межі парку розташована алея вікових грабів, багато з яких є дво- і тристовбурними (діаметр стовбура — 37,0-55,1 см, висота 16-20 м).
Можна побачити групові насадження (2-5 шт.) ялини звичайної, сосни європейської та окремі особини берези повислої віком понад 100 років.
Цінними екземплярами є поодинокі дерева ялини колючої сизої форми (діаметр стовбура 15,3 см, висота близько 14 м, мають багаторазово пошкоджену верхівку), модрини польської (діаметр стовбура 67,5 см, висота до 21 м) та два екземпляри псевдотсуги Мензіса сизої форми (діаметр стовбура — 29,6 см і 62,1 см, висота — 22 м і 29 м), що ростуть поруч.
У південно-західній частині парку є насадження сосни чорної, що росте двома перпендикулярними рядами по 3 і 6 дерев (діаметр стовбура 46,8 — 64 см).